# Pomoc finansowa dla kół gospodyń wiejskich
Pomoc finansowa dla kół gospodyń wiejskich – wsparcie udzielane z budżetu państwa na cele związane z podniesieniem aktywności członków kół gospodyń wiejskich (KGW) w zakresie działalności społecznej, oświatowej, kulturalnej, gospodarczej i regionalnej.
W 2021 r. było w Polsce 9602 kół gospodyń wiejskich.

## Regulacje prawne dotyczące kół gospodyń wiejskich
Do 2018 r. funkcjonowanie kół gospodyń wiejskich regulowane było ustawą z 1982 r. o społeczno-zawodowych organizacjach rolników, w skład których – obok KGW – wchodziły kółka rolnicze, rolnicze zrzeszenia branżowe, związki rolników, kółek i organizacji rolniczych oraz związki rolniczych zrzeszeń branżowych.
Ustawą z 2018 r. wyodrębniono z organizacji rolniczych koła gospodyń wiejskich. Według ustawy koła gospodyń wiejskich są dobrowolną, niezależną od administracji rządowej i jednostek samorządu terytorialnego, samorządną społeczną organizacją mieszkańców wsi, wspierającą rozwój przedsiębiorczości na wsi i aktywnie działającą na rzecz środowisk wiejskich. Koła gospodyń wiejskich reprezentują interesy i działania na rzecz poprawy sytuacji społeczno-zawodowej kobiet wiejskich oraz ich rodzin, a także wspiera wszechstronny rozwój terenów wiejskich.
W 2021 r. ukazała się nowelizacja ustawy o kołach gospodyń wiejskich. Celem nowelizacji było kompleksowe uregulowanie tworzenia, organizacji, funkcjonowania i rozwiązywania kół gospodyń wiejskich. Zmieniono przepisy określających wysokość pomocy finansowej przekazywanej z budżetu państwa. Nowelizacja przeniosła kompetencje z ministra właściwego do spraw rozwoju regionalnego na ministra właściwego do spraw rozwoju wsi.

### Kierunki wsparcia kół gospodyń wiejskich
Wsparcie koła gospodyń wiejskich mogą było otrzymać na:
- działalność społeczno-wychowawczą i oświatowo-kulturalną w środowiskach wiejskich;
- działalność na rzecz wszechstronnego rozwoju obszarów wiejskich;
- rozwój przedsiębiorczości kobiet;
- inicjowanie działań na rzecz poprawy warunków życia i pracy kobiet na wsi;
- upowszechnianie i rozwijanie form współdziałania, gospodarowania i racjonalnych metod prowadzenia gospodarstw domowych;
- reprezentację interesów środowiska kobiet wiejskich wobec organów administracji publicznej;
- rozwój kultury ludowej, w tym w szczególności kultury lokalnej i regionalnej.

## Wysokość wsparcia finansowego dla kół gospodyń wiejskich
Wysokość pomocy uzależniona była od liczby członków wynikających z Krajowego Rejestru Kół Gospodyń Wiejskich i wynosiła na jedno koło w 2018 r. oraz w 2021 r.
|                 | Wysokość wsparcia [pln] | Wysokość wsparcia [pln] |
| Liczba członków | 2018 r.                 | 2021 r.                 |
| --------------- | ----------------------- | ----------------------- |
| do 30 osób      | 3000                    | 5000                    |
| 31–75 osób      | 4000                    | 6000                    |
| >75 osób        | 5000                    | 7000                    |

## Kwoty wsparcia wypłacone kołom gospodyń wiejskich
Wg danych Agencji Restrukturyzacji i Modernizacji Rolnictwa wysokość wsparcia wypłacone kołom gospodyń wiejskich wynosiło:
| Rok  | Liczba kół | Wysokość wsparcia [mln pln] |
| ---- | ---------- | --------------------------- |
| 2018 | 1868       | 6,5                         |
| 2019 | 8589       | 29,8                        |
| 2020 | 9397       | 32,9                        |